# Dub (Starý Jičín)
Dub je malá vesnice, část obce Starý Jičín v okrese Nový Jičín. Nachází se asi 6 km na západ od Starého Jičína. V roce 2009 zde bylo evidováno 44 adres. V roce 2001 zde trvale žilo 97 obyvatel.
Dub leží v katastrálním území Dub u Nového Jičína o rozloze 2,79 km2.